# Петрович Василь
Василь ́Петрович (справжнє прізвище Сеник; нар. 1 січня 1880, Іванівці — пом. 31 жовтня 1914, Львів) — український драматичний актор і співак (тенор). Чоловік співачки Людмили Петровичевої.

## Біографія
Народився 1 січня 1880 року в селі Іванівцях (тепер Жидачівський район Львівської області, Україна). В 1897—1914 роках працював в українському Театрі товариства «Руська бесіда» у Львові.
Помер у Львові 31 жовтня 1914року.

## Творчість
Ролі
- Микола («Наталка Полтавка» Котляревського);
- Гнат («Назар Стодоля» Шевченка);
- Гриць («Ой не ходи, Грицю, та й на вечорниці» Старицького);
- Золотницький («Хазяїн» Карпенка-Карого);
- Артем'єв («Живий труп» Л. Толстого);
- Де Сільва («Урієль Акоста» Гуцкова).

Співав в операх й оперетах М. Лисенка, Ф. Легара, К. Целлера, Й. Штрауса.